# Colin Clive
Colin Glenn Clive-Greig, född 20 januari 1900 i Saint-Malo, död 25 juni 1937 i Hollywood i Los Angeles, var en brittisk (engelsk) teater- och filmskådespelare. Han är idag mest ihågkommen för sin roll som Dr. Henry Frankenstein i Universal Studios filmer Frankenstein (1931) och Frankensteins brud (1935).

## Biografi
Colin Clive föddes i Saint-Malo i Frankrike som son till en brittisk arméöverste. Clive studerade vid Royal Military Academy Sandhurst men en skada hindrade honom från en karriär inom militären och han blev istället skådespelare.
På scen medverkade han bland annat i en uppsättning av Teaterbåten och i R.C. Sherriffs Männen vid fronten, regisserad av James Whale. Denne kom även att regissera Clive i filmversionen av Männen vid fronten (med samma titel, 1930) och när Whale fick i uppdrag att regissera Frankenstein (1931) fick han sin vilja igenom att ha Clive i huvudrollen.
Clive fortsatte sin karriär både på scen och film. På film medverkade han bland annat i en filmatiering av Jane Eyre och i skräckfilmen Mad Love (1935, regisserad av Karl Freund som var fotograf för Frankenstein). Han spelade också mot Katharine Hepburn i En stor mans älskarinna (1933) och mot Bette Davis i The Girl from 10th Avenue (1935). Clive avled, alkoholiserad, av lunginflammation den 25 juni 1937, endast 37 år gammal.

## Filmografi
| År   | Titel                                    | Roll                   | Anmärkning             |
| ---- | ---------------------------------------- | ---------------------- | ---------------------- |
| 1930 | Männen vid fronten                       | Kapten Denis Stanhope  | Filmdebut              |
| 1931 | Frankenstein                             | Henry Frankenstein     |                        |
| 1932 | Lily Christine                           | Rupert Harvey          |                        |
| 1932 | The Stronger Sex                         | Warren Barrington      |                        |
| 1933 | En stor mans älskarinna                  | Sir Christopher Strong |                        |
| 1933 | G.W. Service, London                     | Geoffrey Fielding      |                        |
| 1934 | The Key                                  | Kapten Andrey Kerr     |                        |
| 1934 | Över floden                              | Sir Gerald Corven      |                        |
| 1934 | Jane Eyre                                | Edward Rochester       |                        |
| 1935 | Indiens Hjälte                           | Kapten Johnstone       |                        |
| 1935 | The Right to Live                        | Maurice                |                        |
| 1935 | Frankensteins brud                       | Henry Frankenstein     |                        |
| 1935 | The Girl from 10th Avenue                | John Marland           |                        |
| 1935 | Mad Love                                 | Stephen Orlac          |                        |
| 1935 | Mannen som sprängde banken i Monte Carlo | Bertrand Berkeley      |                        |
| 1935 | The Widow from Monte Carlo               | Lord Eric Reynolds     |                        |
| 1937 | Som en tjuv om natten                    | Bruce Vail             |                        |
| 1937 | The Woman I Love                         | Kapten Thelis          | Sista filmframträdande |